# 새티스팩션 (2007년 드라마)
《새티스팩션》(영어: Satisfaction)는 2007년부터 2010년까지 방영된 오스트레일리아의 텔레비전 드라마이다.